# Diospilus stramineipes
Diospilus stramineipes är en stekelart som först beskrevs av Cameron 1898.  Diospilus stramineipes ingår i släktet Diospilus och familjen bracksteklar. Inga underarter finns listade i Catalogue of Life.